# كريس يان
كريس يان (بالإنجليزية: Chris Yan)‏ هو لاعب تنس الطاولة أسترالي، ولد في 9 ديسمبر 1988.

## وصلات خارجية
- كريس يان على موقع أوليمبيديا (الإنجليزية)
- كريس يان على موقع اللجنة الأولمبية الأسترالية (الإنجليزية)